# Рабчиці
Рабчиці (словац. Rabčice) — село, громада округу Наместово, Жилінський край. Кадастрова площа громади — 22.18 км².
Населення 2038 осіб (станом на 31 грудня 2018 року).

## Історія
Рабчиці згадується 1550 року.

## Населення
| Рік:            | 1994. | 2004.    | 2014.   | 2024.   |
| --------------- | ----- | -------- | ------- | ------- |
| Кількість осіб: | 1665  | 1890     | 2001    | 2101    |
| Різниця:        |       | +13,51 % | +5,87 % | +4,99 % |

| Рік:            | 2023. | 2024.   |
| --------------- | ----- | ------- |
| Кількість осіб: | 2100  | 2101    |
| Різниця:        |       | +0,04 % |